# George Bennett
George Bennett (Nelson, 7 april 1990) is een Nieuw-Zeelands wielrenner die in 2024 uitkomt voor Israel-Premier Tech. Eerder reed hij voor UAE Team Emirates, Team Jumbo-Visma, RadioShack Leopard, Cannondale en Trek Livestrong U23, de opleidingsploeg van RadioShack. 

## Carrière
In 2011 eindigde hij als derde in het eindklassement van de UCI Oceania Tour. In 2015 zou hij namens LottoNL-Jumbo deelnemen aan de Ronde van Italië. Echter werd tijdens een reguliere test twee dagen voorafgaand aan de wedstrijd een te lage cortisolwaarde gemeten, waardoor Bennett niet deelnam en de ploeg met één renner minder moest starten.
In de wegwedstrijd op de Olympische Spelen in Rio de Janeiro eindigde Bennett op plek 33, op bijna twaalf minuten van winnaar Greg Van Avermaet. In 2016 werd hij tiende in het eindklassement van de Ronde van Spanje. In 2017 boekte Bennett zijn eerste profzege door het eindklassement van de Ronde van Californië te winnen. Door een val moest hij de Ronde van Frankrijk 2017 verlaten nadat hij op een tiende plaats stond in het algemene klassement.
Op 12 augustus 2020 pakte Bennett zijn eerste overwinning in een rit in lijn, door de Ronde van Piemonte te winnen na een solo in de laatste heuvelachtige kilometers.

## Palmares
2011
Eindklassement Ronde van Wellington
2017
Eindklassement Ronde van Californië
2019
2e etappe Ronde van Frankrijk (ploegentijdrit)
2020
 Nieuw-Zeelands kampioenschap tijdrijden, Elite
 Nieuw-Zeelands kampioenschap wegwedstrijd, Elite
Ronde van Piemont
2021
 Nieuw-Zeelands kampioenschap tijdrijden, Elite
 Nieuw-Zeelands kampioenschap wegwedstrijd, Elite
2023
 Nieuw-Zeelands kampioenschap tijdrijden, Elite

## Resultaten in voornaamste wedstrijden
| Jaar | Ronde van Italië | Ronde van Frankrijk | Ronde van Spanje |
| ---- | ---------------- | ------------------- | ---------------- |
| 2012 |                  |                     |                  |
| 2013 | 122e             |                     |                  |
| 2014 |                  |                     | 89e              |
| 2015 |                  |                     | 37e              |
| 2016 |                  | 53e                 | 10e              |
| 2017 |                  | opgave              | opgave           |
| 2018 | 8e               |                     | 35e              |
| 2019 |                  | 24e                 | 33e              |
| 2020 |                  | 34e                 | 12e              |
| 2021 | 11e              |                     |                  |
| 2022 |                  | opgave              |                  |
| 2023 |                  |                     |                  |
| 2024 |                  |                     | 34e              |

| Jaar | Luik-Bast.‑Luik | Ronde van Lombardije | Strade Bianche | Clásica San Sebastián |  | WK op de weg |  | Wereldranglijsten |
| ---- | --------------- | -------------------- | -------------- | --------------------- |  | ------------ |  | ----------------- |
| 2012 |                 | 53e                  |                |                       |  |              |  |                   |
| 2013 |                 | opgave               |                |                       |  | opgave       |  |                   |
| 2014 |                 |                      |                |                       |  | 95e          |  |                   |
| 2015 |                 | 35e                  |                |                       |  |              |  | 157e (UWT)        |
| 2016 |                 |                      |                | 15e                   |  |              |  | 96e (UWT)         |
| 2017 |                 |                      |                | 32e                   |  |              |  | 73e (UWT)         |
| 2018 |                 | 10e                  | 40e            |                       |  | 18e          |  | 43e (UWT)         |
| 2019 |                 | 35e                  |                |                       |  |              |  | 135e (UWR)        |
| 2020 |                 | ↑                    |                |                       |  | opgave       |  | 26e (UWR)         |
| 2021 |                 | 85e                  |                |                       |  |              |  |                   |
| 2022 | opgave          |                      |                | 13e                   |  |              |  |                   |
| 2023 | opgave          |                      | 106e           | 23e                   |  | opgave       |  |                   |
| 2024 | 73e             | 82e                  |                | 12e                   |  | opgave       |  |                   |

### Resultaten in kleinere rondes
| Jaar | Tour Down Under | UAE Tour | Parijs-Nice | Tirreno-Adriatico | Ronde van Catalonië | Ronde van het Baskenland | Ronde van Romandië | Ronde van Californië | Critérium du Dauphiné | Ronde van Zwitserland | Ronde van Polen | Ronde van Guangxi | Ronde van Peking |
| ---- | --------------- | -------- | ----------- | ----------------- | ------------------- | ------------------------ | ------------------ | -------------------- | --------------------- | --------------------- | --------------- | ----------------- | ---------------- |
| 2012 |                 |          |             |                   |                     |                          | 37e                | 46e                  |                       |                       |                 |                   | 62e              |
| 2013 | 15e             |          |             |                   | 27e                 |                          | 58e                |                      |                       |                       |                 |                   | 20e              |
| 2014 | 67e             |          | 26e         |                   | 32e                 |                          |                    | 25e                  | 53e                   |                       |                 |                   |                  |
| 2015 | 10e             |          | 58e         |                   | opgave              | 58e                      |                    |                      | 46e                   |                       | 21e             |                   |                  |
| 2016 | 19e             |          | 45e         |                   |                     | opgave                   |                    | 7e                   | 14e                   |                       |                 |                   |                  |
| 2017 |                 | 7e       |             |                   | 9e                  | 11e                      |                    | ↑                    |                       |                       |                 |                   |                  |
| 2018 | 11e             |          |             | 9e                | 6e                  |                          |                    |                      |                       |                       | 4e              |                   |                  |
| 2019 | 12e             |          | 6e          |                   |                     | 22e                      |                    | 4e                   |                       |                       |                 |                   |                  |
| 2020 | 8e              |          |             |                   |                     |                          |                    |                      |                       |                       |                 |                   |                  |
| 2021 |                 |          | 30e         |                   | opgave              |                          |                    |                      |                       |                       | 19e             |                   |                  |
| 2022 |                 | 36e      |             |                   | 42e                 | opgave                   |                    |                      | 20e                   |                       |                 |                   |                  |
| 2023 | 15e             |          |             | 44e               | 60e                 |                          |                    |                      |                       | opgave                |                 | opgave            |                  |
| 2024 | 36e             | 25e      |             |                   | 15e                 |                          |                    |                      |                       |                       |                 |                   |                  |

## Ploegen
- 2011 –  Trek Livestrong U23
- 2011 –  Team RadioShack (stagiair vanaf 1 augustus)
- 2012 –  RadioShack-Nissan
- 2013 –  RadioShack Leopard
- 2014 –  Cannondale
- 2015 –  Team LottoNL-Jumbo
- 2016 –  Team LottoNL-Jumbo
- 2017 –  Team LottoNL-Jumbo
- 2018 –  Team LottoNL-Jumbo
- 2019 –  Team Jumbo-Visma
- 2020 –  Team Jumbo-Visma
- 2021 –  Team Jumbo-Visma
- 2022 –  UAE Team Emirates
- 2023 –  UAE Team Emirates
- 2024 –  Israel-Premier Tech
- 2025 –  Israel-Premier Tech

Armstrong (tot 16/02) ·
Beppu ·
Bewley ·
Brajkovič ·
Busche ·
Cardoso ·
Deignan ·
Hermans ·
Horner ·
Hunter ·
Irizar ·
King ·
Klöden ·
Kwiatkowski ·
Leipheimer ·
Lequatre ·
Machado · 
McCartney ·
McEwen ·
Moeravjov ·
Oliveira ·
Paulinho ·
Popovytsj ·
Rast ·
Rosseler ·
Rovny ·
Selander ·
Sergent ·
Zubeldia ·
Bennett (stagiair) ·
Parker (stagiair) ·
Sjaloenov (stagiair) 
Bakelants ·
Bennati ·
Bennett ·
Busche ·
Cancellara   ·
Didier ·
Fuglsang ·
Gallopin ·
Gerdemann ·
Hermans ·
Horner ·
Irizar ·
King ·
Klöden ·
Machado ·
Monfort ·
Nizzolo ·
Oliveira ·
Popovytsj ·
Posthuma ·
Rast ·
Rohregger · 
Roulston ·
A. Schleck ·
F. Schleck ·
Sergent ·
Voigt ·
Wagner ·
Zaugg ·
Zubeldia
Bakelants ·
Bennett ·
Busche ·
Cancellara ·
Devolder ·
Didier ·
Gallopin ·
Hermans ·
Hondo ·
Horner ·
Irizar ·
Jungels ·
King ·
Kišerlovski ·
Klöden ·
Machado ·
Monfort ·
Nizzolo ·
Oliveira ·
Popovytsj ·
Rast ·
Rohregger · 
Roulston ·
A. Schleck ·
F. Schleck ·
Sergent ·
Voigt ·
Zubeldia
Basso · Bennett · Bettiol · Bodnar · Boivin · Caruso · De Marchi · Formolo · Gatto · King · Koch · Koren · Krizek · Longo Borghini · Marangoni · Marcato · Marino · Mohorič · Moser · Ratto · Sabatini · J. Sagan · P. Sagan · Salerno · Sarmiento · Villella · Viviani · Wurf
Bennett · Bulgaç · De Weert · Flens · Gesink · Goos · Hofland · Keizer · Kelderman · Kruijswijk · Leezer · Lindeman · Markus · Martens · Roosen · Tankink · Teunissen · ten Dam · Tjallingii · Van Asbroeck · van der Lijke · van Emden · Vanmarcke · van Winden · Wagner · Wynants · Bouwman (stagiair) · Castelijns (stagiair) · Lammertink (stagiair)
Battaglin · Bennett · Bouwman · Campenaerts · Castelijns · van Emden · Gesink · Goos · Groenewegen · Hofland · Keizer · Kelderman · Kruijswijk · Lammertink · Leezer · Lindeman · Martens · Roglič · Roosen · Tankink · Teunissen · Tjallingii · Van Asbroeck · Vanmarcke · Vermeulen · Wagner · van Winden · Wynants
Battaglin · Bennett · Boom · Bouwman · Campenaerts   · Castelijns · Clement · De Tier · van Emden · Gesink · Groenewegen · Jansen · Keizer · Kruijswijk · Lammertink · Leezer · Lindeman · Lobato · Martens · Olivier · Roglič · Roosen · Tankink · Tolhoek · Van den Broeck · Van Hoecke · Vermeulen · Wagner · Wynants · Janssen (stagiair)
Battaglin · Bennett · Boom · Bouwman · Clement · De Tier · Eenkhoorn · van Emden · Gesink · Groenewegen · Jansen · Kruijswijk · Kuss · Leezer · Lindeman · Martens · Olivier · van Poppel · Powless · Roglič · Roosen · Tankink · Tolhoek · Van Hoecke · Wagner · Wynants
Van Aert · Bennett · Bouwman · De Plus · Dumoulin · Eenkhoorn · Foss · Gesink · Groenewegen · Harper · Hofstede · Jansen · Kruijswijk · Kuss · Leezer · Lindeman · Martens · Martin · Pfingsten · Roglič   · Roosen · Teunissen · Tolhoek · Van der Hoorn · Van Emden · Vingegaard · Wynants
Van Aert · Affini · Bennett · Bouwman · Dekker · van Dijke (vanaf 5 september) · Dumoulin · Eenkhoorn · Van Emden · Foss · Gesink · Groenewegen · Harper · Hofstede · Van Hooydonck · Kooij (vanaf 18 februari) · Kruijswijk · Kuss · Leemreize · Martens (t/m 30 mei) · Martin · Oomen · Pfingsten · Roglič   · Roosen · Teunissen · Tolhoek · Vingegaard · Wynants (t/m 4 april)
Ackermann · Almeida · Ardila · Ayuso · Bennett · Bjerg · Brunel (tot 2/6) · Costa · Covi · Fisher-Black · Formolo · Gaviria · Gibbons · Groß · Hirschi · Hodeg · Laengen · Majka · McNulty · Mirza · Molano · I. Oliveira · R. Oliveira · Pogačar · Polanc · Richeze · Soler · Suter · Trentin · Troia · Ulissi · Andersen (stagiair) · Kluckers (stagiair) · Knight (stagiair)
Ackermann · Almeida · Ayuso · Bax · Bennett · Bjerg · Christen (vanaf 1/8) · Covi · Fisher-Black · Formolo · Gibbons · Groß · Großschartner · Hirschi · Hodeg · Laengen · Majka · McNulty · Molano · Novak · I. Oliveira · R. Oliveira · Pogačar · Polanc (tot 15/5) ·  Soler · Trentin · Ulissi · Vine · Vink · Wellens · Yates · Glivar (stagiair)
Ackermann · Bennett · Blackmore (vanaf 3/5) · Boivin · Clarke · Einhorn · Frigo · Froome · Fuglsang · Gee · Hofstetter · Hollyman · Houle · Kogut · Neilands · Pickrell · Raisberg · Riccitello · Sagiv · Schultz · Schwarzmann · Sheehan · Stewart · Strong · Teuns · Van Asbroeck · Vernon · Williams · Woods · Würtz Schmidt · Zabel (tot 2/5) · Brown (stagiair)